# خرمنی‌واران
خرمنی‌واران یک ابرخانواده از عنکبوت‌های خرمن با پنج خانواده شناخته شده و بیش از ۱۵۰۰ گونه است.

## خانواده‌ها
- Monoscutidae (5 جنس، ۳۲ گونه)
- Neopilionidae (8 جنس، ۱۵ گونه)
- Sclerosomatidae (148 جنس، ۱۲۷۳ گونه)
- Stygophalangiidae (1 گونه: Stygophalangium karamani Oudemans، ۱۹۳۳) (یوگسلاوی سابق)
- خرمنیان (۴۹ جنس، ۳۸۱ گونه)
- Protolophidae (1 جنس Protolophus) Banks، 1893